# Retrato de un maestro (El Greco)
Retrato de un maestro (según lo titula Marañón) o Caballero desconocido (según Wethey) es un lienzo del Greco, fechado ca.1600. Consta con el número 140 en el catálogo razonado de obras de este pintor, realizado por el mencionado historiador del arte Harold Wethey.

## El personaje
En el catálogo de la colección Pereire se afirma que el personaje retratado es Alonso de Herrera. Cuando esta obra perteneció a la familia Ursaís de Sevilla, el personaje retratado era también mencionado como Herrera. Pudiera ser que se trate del doctor Miguel de Soria de Herrera, cuyo retrato se cita con el n º.117 en el segundo inventario realizado por Jorge Manuel Theotocópuli tras la muerte de su padre.

## Análisis de la obra

### Datos técnicos y registrales
- Actualmente en Amiens, Museo de Picardía;
- Pintura al óleo sobre lienzo;
- Dimensiones: 79 x 64 cm;
- Datación: ca.1600;
- Las letras V y T del margen del libro son difíciles de explicar.
- Catalogado por Wethey con el n º.140 y por Tizana Frati con la referencia 111.[4]

### Descripción de la obra
Este lienzo, junto con el Retrato de un monje trinitario, son las dos únicas obras —llegadas hasta la actualidad— en las que el Greco representa a un personaje grueso. El personaje es un hombre de mediana edad, con el pelo y la barba negros. Este lienzo muestra un gran interés por el modelado de la figura, que es magnífico en la cara, con una mirada admirablemente plasmada. Sin embargo, las manos — especialmente la izquierda, sobre el libro— presentan una deformación y un blandura sin precedentes en los retratos del Greco. Ello reaparece en el posterior Retrato de Don García Ibáñez de Múgica y sugiere la intervención de Jorge Manuel Theotocópuli. El fondo muy oscuro hace que el traje quede casi confundido con el fondo, dando mayor protagonismo al rostro del personaje.

## Procedencia
- Ursaís, Sevilla;
- Colección Pereire, París (venta el 6-9 de marzo de 1872, número 79);
- G.Richard, París (venta el 20 de junio de 1873, número 72;
- Lavalard, Amiens.[6]